# Trofeo Melinda 1998
Il Trofeo Melinda 1998, settima edizione della corsa, si svolse il 30 agosto 1998 su un percorso di 199,8 km, con partenza da Malé e arrivo a Cles. La vittoria fu appannaggio dell'italiano Rodolfo Ongarato, che completò il percorso in 4h49'50", alla media di 41,362 km/h, precedendo i connazionali Alessandro Baronti e Dario Frigo.

## Ordine d'arrivo (Top 10)
| Pos. | Corridore           | Squadra                            | Tempo    |
| ---- | ------------------- | ---------------------------------- | -------- |
| 1    | Rodolfo Ongarato    | Ballan                             | 4h49'50" |
| 2    | Alessandro Baronti  | Cantina Tollo-Alexia Alluminio     | s.t.     |
| 3    | Dario Frigo         | Saeco Macchine da Caffè-Cannondale | s.t.     |
| 4    | Cristian Gasperoni  | Amore e Vita-Forzarcore            | a 1'00"  |
| 5    | Davide Rebellin     | Polti                              | s.t.     |
| 6    | Oscar Camenzind     | Mapei-Bricobi                      | s.t.     |
| 7    | Valentino Fois      | Vini Caldirola-Sidermec            | s.t.     |
| 8    | Gianni Faresin      | Mapei-Bricobi                      | a 1'36"  |
| 9    | Oleksandr Hončenkov | Ballan                             | a 1'42"  |
| 10   | Wladimir Belli      | Festina-Lotus                      | s.t.     |